# Mononoke (anime)
Mononoke (モノノ怪)  é uma série de animação japonesa produzida pela Toei Animation. Um spin-off da série de antologia de terror de 2006 Ayakashi: Samurai Horror Tales, Mononoke segue o caráter do vendedor de remédios, enquanto continua enfrentando uma infinidade de perigos sobrenaturais. Mononoke ocorre entre o final do Período Edo e a Era Meiji do Japão com o sistema de quatro classes, sendo o Samurai a classe mais alta e os comerciantes (como o próprio vendedor de medicamentos) sendo os da classe mais baixa. Apenas os samurais tinham permissão para portar espadas, e é por isso que choca muitos dos personagens o fato de o vendedor de medicamentos estar carregando uma espada.
Produzida pela Toei Animation, a série de anime foi dirigida por Kenji Nakamura, escrita por Chiaki J. Konaka, Ikuko Takahashi, Michiko Yokote e Manabu Ishikawa. Takashi Hashimoto dirigiu a animação e foi o designer de personagens, Takashi Kurahashi foi o diretor de arte, sua música foi composta por Yasuharu Takanashi e foi transmitida no bloco Noitamina da Fuji Television entre julho de 2007 e setembro de 2007, com duração de 12 episódios. A Siren Visual licenciou-a para a região da Australásia.
Uma adaptação de mangá do arco Bakeneko original foi publicada em Young Gangan entre 17 de agosto de 2007 e 1 de agosto de 2008. Os capítulos individuais foram coletados e lançados em dois tankōbon (volumes coletados) pela Square Enix em 25 de janeiro de 2008 e 25 de setembro de 2008. Uma segunda série de mangás começou a ser publicada em 25 de setembro de 2013 por Tokuma Shoten em sua revista Monthly Comic Zenon. O último capítulo foi serializado no Monthly Comic Zenon em 25 de novembro de 2014.[carece de fontes?] A série foi lançada em dois volumes em 19 de julho de 2014 e 20 de dezembro de 2014, respectivamente.

## Enredo
Mononoke segue um personagem errante e sem nome, conhecido apenas como "Vendedor de Medicamentos" (dublado por Takahiro Sakurai). A série é composta de capítulos individuais nos quais o vendedor de medicamentos encontra, combate e subsequentemente destrói o mononoke. O mononoke é um tipo de ayakashi, espíritos não naturais que persistem no mundo humano, vinculando-se a emoções humanas negativas. O Vendedor de Medicamentos sempre procede da mesma maneira, usando seu conhecimento do sobrenatural para afastar o mononoke até que ele possa aprender a forma do espírito (Katachi), verdade (Makoto) e raciocínio (Kotowari). Só então ele pode desembainhar sua espada e exorcizar o demônio. As legendas em inglês traduzem essas três necessidades como Forma, Verdade e Razão.

### Episódios 1–2: Zashiki-warashi

#### Enredo
Enquanto passa a noite em uma pousada tradicional, o vendedor de medicamentos encontra um fenômeno estranho. Uma mulher grávida chamada Shino que procura desesperadamente abrigo na estalagem é levada ao último quarto vago. A sala, no entanto, é assombrada por um grupo de Zashiki Warashi. Quando os Zashiki Warashi matam um assassino que aponta para a vida de Shino, protegendo Shino e seu filho ainda não nascido, o Vendedor de Medicamentos investiga a origem do mononoke.
O estalajadeiro revela que a pousada costumava ser um bórdel, que ela possuía e administrava. O estalajadeiro forçou suas prostitutas a abortar seus filhos para que eles pudessem continuar trabalhando, reservando o quarto de Shino como cenário para realizar os abortos. O vendedor de medicamentos percebe que o mononoke é atraído por Shino por causa de seu forte desejo de nascer. Os Zashiki Warashi querem que Shino os dê à luz, e ela concorda, para o desânimo do Vendedor de Medicamentos. Ela puxa o talismã afastando o mononoke do estômago. Acontece que um dos Zashiki Warashi que ela conheceu após sua chegada era de fato seu próprio filho. No entanto, a sobrecarga de todos os espíritos faz com que a criança de Shino no útero comece a sangrar. Nesse momento, realizar seu desejo causaria apenas danos à única pessoa que lhes mostrasse bondade, o Zashiki Warashi sorri e permite que o Vendedor de Medicamentos os destrua com a espada.

#### Personagens
- Shino (志 乃) (dublada por Rie Tanaka): A mulher grávida que procura abrigo em uma noite chuvosa. Ela engravidou do bebê de um jovem senhor quando trabalhava na casa de um senhorio e deseja dar à luz com segurança.
- Hisayo (久 代) (dublado por Toshiko Fujita): A detentora da estalagem, que costumava ser um bordel que ela possuía. O quarto que ela ofereceu a Shino foi onde ela forçou suas prostitutas a abortar crianças.
- Tokuji (徳 次) (dublado por Kōzō Shiotani): Um ajudante na estalagem. Ele também foi quem ajudou Hisayo a forçar as prostitutas a abortar.
- Naosuke (直 助) (dublado por Eiji Takemoto): Um assassino que quer matar Shino e seu bebê.
- Senhor Jovem (dublado por Yūsuke Numata): O homem que engravidou Shino e a abandonou.
- Zashiki Warashi (座敷童子) (dublado por Aiko Hibi): O espírito das crianças mortas por Hisayo há muitos anos.

### Episódios 3-5: Umibōzu

#### Enredo
Viajando no luxuoso navio de um comerciante, o Vendedor de Medicina e os outros passageiros entram no Triângulo do Dragão, um mar misterioso cheio de ayakashi. Entre os passageiros estão Kayo, uma serva da casa Sakai da fama de Bakeneko, Genkei, um monge budista, e Genyousai, menestrel e espiritualista. Com a aparição de Umizatou, um ayakashi que exige que os passageiros revelem seus piores medos, o grupo descobre que Genkei foi quem desencadeou o navio.
Genkei explica que ele e sua irmã Oyō, que era cinco anos mais nova, cresceram muito perto ("ele é muito próximo"), porque foram deixados sozinhos em sua pequena ilha quando seus pais morreram no mar. Esse desejo por sua irmã o levou a se tornar um asceta budista aos 15 anos, deixando Oyō para trás.
Embora ele mergulhasse fielmente nos estudos e na vida do monge solitário, ele ainda não conseguia extinguir seu desejo por sua irmã. Quando soube que os navios de sua ilha natal estavam afundando e sendo destruídos no mar, ele aceita o pedido de sua vila de voltar a se tornar um sacrifício humano ao mar, sendo preso vivo em um "barco oco" à deriva. Ele explicou que preferia estar morto a viver com sua sede insaciável de "mentir com" Oyō. No entanto, na noite anterior ao embarcar no barco ao nascer do sol, ele se encontrou com Oyō, que agora tinha 16 anos e "era tão bonita". Ela então confessou a ele que tinha os mesmos sentimentos por ele o tempo todo e que, como eles nunca poderiam se casar, ela preferiria se tornar o sacrifício em seu lugar, preferindo, como ela declarou, "ir à terra pura" em vez de se casar com um. homem que não era seu irmão. Ao ouvir isso, o jovem monge promovido recentemente fugiu prometendo cometer suicídio para se juntar a Oyō na vida após a morte. Ele não pôde fazer isso e, em vez disso, passou 50 anos em profunda meditação orando pela alma de sua pobre irmã Oyō, seu cadáver supostamente à deriva no barco oco no mar de Ayakashi. No entanto, no fundo, ele realmente estava feliz que sua irmã morreu em vez dele, e que a culpa o seguiu. Foi seu intenso foco - metaforicamente e especificamente, seu olho direito - naquela área do mar e ampliado por sua culpa por não amar verdadeiramente sua irmã que fez com que o Mar do Triângulo do Dragão ou o Ayakashi (espíritos, geralmente malévolos) fossem tão mortais.
Tragicamente, o ayakashi mostrou o barco oco aos passageiros atuais, arrastando-o do fundo do mar para o convés do navio. Embora eles pensassem que ouviram arranhões por dentro, descobriram que ele permaneceu vazio por 50 anos, e que Oyō na realidade "se entregou ao mar", pois ela também não podia mais viver com sua própria luxúria por seu irmão. O vendedor de medicamentos descobre que Genkei é o mononoke, ou pelo menos seu lado sombrio se tornou um, e que esse mononoke em particular (literalmente traduzido como "deus enfurecido que está doente") se forma quando sentimentos humanos de vingança, raiva, culpa etc. se fundem. com ayakashi) foi responsável pela agitação do mar de Ayakashi. O vendedor de medicamentos extermina o mononoke a pedido de Genkei e restaura a calma para ele. Após 50 anos de culpa e luxúria, ele agora está em paz, embora seu amado Oyō tenha morrido por nada.

#### Personagens
- Kayo (加世) (dublada por Yukana): Uma mulher que conhece o vendedor de remédios da série anterior Ayakashi: Samurai Horror Tales. Ela é uma criada que procura um novo emprego em Edo.
- Genkei (源慧) (dublado por Ryusei Nakao): Um monge budista respeitado.
- Sōgen (菖源) (dublado por Daisuke Namikawa): Um monge aprendiz seguindo Genkei.
- Hyōe Sasaki (佐々木兵衛) (dublado por Daisuke Sakaguchi): Um jovem samurai que possui uma espada famosa chamada Kanesada.
- Genyōsai Yanagi (柳幻殃斉) (dublado por Tomokazu Seki): Um menestrel praticando Shugendō que conhece bem Ayakashi.
- Tamon Mikuniya (三國屋多門) (dublado por Yasuhiro Takato): O proprietário do navio.
- Goromaru (五浪丸) (dublado por Eiji Takemoto): O capitão do navio.
- Umizatou (dublado por Norio Wakamoto): Um ayakashi que exige que os passageiros revelem seus piores medos.
- Oyō (お庸) (dublada por Haruna Ikezawa): A irmã mais nova de Genkei. Ela se ofereceu para substituir Genkei como um sacrifício aos Ayakashi.

### Episódios 6–7: Noppera-bō

#### Enredo
Uma mulher desesperada chamada Ochou, desejando liberdade, mas incapaz de escapar de sua opressão, confessa ter matado a família inteira do marido. O vendedor de medicamentos duvida dessa história e visita Ochou em sua cela para pedir a verdade, mas encontra um mononoke em uma máscara de Noh que luta contra o vendedor de medicamentos e permite que Ochou escape. O homem da máscara convence Ochou de que ele lhe deu liberdade, ajudando-a a matar sua família, mas o vendedor de remédios persegue os dois e revela a Ochou que ela matou não a família de seu marido, mas a si mesma. Ochou casou-se com uma boa família como sua mãe desejava, mas no desejo de agradar sua mãe, resistiu aos abusos de sua nova família a ponto de abandonar qualquer felicidade que pudesse ter ganho em sua vida. Quando Ochou percebe isso, o homem da máscara Noh desaparece, e Ochou se encontra em sua cozinha. Está implícito que o homem da máscara era uma ilusão evocada pelo Vendedor de Remédios para ajudar Ochou a escapar - no final do episódio, Ochou ignora as ordens do marido e deixa sua família, ganhando a liberdade que ela tanto desejava.
- Ochō (お蝶) (dublado por Houko Kuwashima): Uma mulher que se casou em uma boa família. Para agradar a mãe, ela suporta abusos da família do marido.
- Man in Fox Mask (仮面の男) (dublado por Hikaru Midorikawa): Um Ayakashi usando uma máscara de raposa. Ele pode mudar sua máscara de raposa para outras máscaras.
- Mãe de Ochō (お蝶の実母) (dublada por Ako Mayama): Ela deseja que Ochō se case com uma boa família de samurais porque perdeu o marido.
- Marido de Ochō (お蝶の亭主) (dublado por Eiji Takemoto): Ele trata Ochō mal; como se ela fosse uma serva.
- Mãe do marido de Ochō (姑) (dublada por Oriko Uemura): Ela não gosta de Ochō.
- Cunhado de Ochō (義理の弟) (dublado por Hiroshi Okamoto): O irmão mais novo do marido de Ochō. Ele trata Ochō mal.
- Esposa do cunhado de Ochō (義理の弟の嫁) (dublada por Aki Sasaki): Ela trata Ochō mal também.
- Magistrado (奉行) (dublado por Fukuhara Kouhei): Ele julga o caso de Ochō.

### Episódios 8–9: Nue

#### Enredo
Três homens que procuram se casar com Lady Ruri, o único herdeiro da escola de Fuenokouji, chegam a sua mansão para participar de uma competição de incenso apenas para descobrir que o quarto pretendente está desaparecido e que o vendedor de medicamentos tomou o seu lugar. Durante a competição, Lady Ruri é assassinada. Quando o vendedor de medicamentos pergunta por que os três pretendentes estão tão desesperados para herdar a escola mesmo após a morte de Lady Ruri, os pretendentes revelam que a competição não é realmente sobre a escola do incenso, mas sobre o Toudaiji, um pedaço de madeira que pode ser concedido seu dono grande poder.
Embora o Vendedor de Medicina presida um segundo concurso de incenso, nenhum dos três pretendentes vence o Toudaiji, pois todos são mortos. É revelado que os pretendentes já haviam sido mortos pelos Toudaiji e que o Vendedor de Medicamentos adotou esse ato para fazê-los perceber suas mortes. O vendedor de remédios pede ao Toudaiji, o verdadeiro mononoke, que se revele. O Toudaiji extrai seu senso de auto-estima do fato de que as pessoas o valorizam muito, mas, na verdade, não passa de um pedaço de madeira podre. Os Toudaiji matam aqueles que a procuram, incluindo os pretendentes de Lady Ruri, perpetuando o derramamento de sangue por sua causa. O Vendedor de Medicamentos destrói os Toudaiji, apaziguando as almas de suas vítimas, incluindo os pretendentes de Lady Ruri.
A série de animação é uma referência a um Rinnatai (o tipo de madeira descrito acima) que existia no Shōsōin (Grande Sala do Tesouro) do templo Tōdai-ji em Nara, Japão.
- Awasawa Rōbo (澤廬房) (dublado por Takeshi Aono): Um dos pretendentes de Lady Ruri. Um cortesão.
- Muromachi Tomoyoshi (室町具慶) (dublado por Eiji Takemoto): Um dos pretendentes de Lady Ruri. Um samurai.
- Nakarai Tansui (半井淡澄) (dublado por Masashi Hirose): Um dos pretendentes de Lady Ruri. Um peixeiro.
- Jissonji Konari (実尊寺惟勢) (dublado por Naoya Uchida): Um dos pretendentes de Lady Ruri, terrivelmente assassinado antes da competição.
- Lady Ruri (瑠璃姫, Ruri-hime) (dublada por Wakana Yamazaki): A fundadora da escola de incenso que é dona dos Tōdaiji. Ela foi assassinada durante a competição.
- Mulher idosa (老いた尼僧) (dublada por Yuri Kobayashi): Uma serva de Lady Ruri.
- Garota (童女) (dublada por Kamada Kozue): Uma garota misteriosa que aparece e desaparece sempre que Muromachi está sozinho.
- Nue (鵺): Um mononoke assassino e de mudança de forma, nascido do espírito dos Tōdaiji.

### Episódios 10–12: Bakeneko

#### Enredo
Estabelecido em um tempo decididamente posterior aos arcos anteriores — implicados na década de 1920 — o Vendedor de Medicina embarca em um trem com vários outros passageiros. Infelizmente, o trem atinge uma garota fantasmagórica nos trilhos e seis passageiros e o vendedor de remédios estão trancados no primeiro carro. O vendedor de medicamentos questiona os passageiros para revelar uma conexão sombria entre eles, lançando luz sobre o assassinato de um jovem repórter de jornal. No final do episódio, o espírito da mulher se vinga, os passageiros são salvos e o vendedor de remédios desafia o público a revelar sua verdade e razão, prometendo continuar caçando o mononoke enquanto estiver no mundo.

#### Personagens
- Kiyoshi Moriya (森谷清) (dublada por Eiji Takemoto): Uma jornalista que conspirou com o prefeito. Por não quererem revelar o segredo do metrô, ele assassinou Setsuko, que sabia a verdade.
- Setsuko Ichikawa (市川節子) (dublada por Fumiko Orikasa): Uma jornalista. Um subordinado de Kiyoshi Moriya. Ela descobriu o segredo do metrô e tentou denunciá-lo, mas depois foi morta por Moriya. Ela reapareceu como um fantasma e finalmente matou Moriya.
- Jyutarō Fukuda (福田寿太郎) (dublado por Hiroshi Iwasaki): O prefeito.
- Sakae Kadowaki (門脇栄) (dublada por Minoru Inaba): Um policial cuja tarefa é proteger o prefeito.
- Bunpei Kinoshita (木下文平) (dublada por Seiji Sasaki): O motorista do trem. Como estava cansado enquanto dirigia, não conseguiu parar o trem quando encontrou Setsuko caído na estrada de ferro.
- Nomoto Chiyo (野本チヨ) (dublado por Yukana): Uma garçonete em um café que deseja se tornar uma celebridade. Para ser conhecida, ela prestou falso testemunho à polícia sobre a morte de Setsuko.
- Haru Yamaguchi (山口ハル) (dublado por Yōko Sōmi): Uma viúva. Ela ouviu o grito ao encontrar seu amante, mas ignorou.
- Masao Kobayashi (小林正男) (dublado por Aiko Hibi): Um entregador de leite que testemunhou a morte de Setsuko, mas escapou sem chamar a polícia.

## Lista de episódios
| Episódio | Título japonês       | Título em inglês          | Roteiro          | Animação                           | Diretor                     | Arte                                                       |
| -------- | -------------------- | ------------------------- | ---------------- | ---------------------------------- | --------------------------- | ---------------------------------------------------------- |
| 1        | 座敷童子（前編）     | Zashiki-warashi (Parte 1) | Ikuko Takahashi  | Kenji Nakamura                     | Kenji Nakamura Kohei Hatano | Hashimoto Takashi                                          |
| 2        | 座敷童子（後編）     | Zashiki-warashi (Parte 2) | Ikuko Takahashi  | Hisashi Watanabe                   | Hisashi Watanabe            | Natsuki Watanabe                                           |
| 3        | 海坊主（序の幕）     | Umibōzu (parte 1)         | Chiaki J. Konaka | Kazuhiro Furuhashi                 | Mana Uchiyama               | Ikai Kazuyuki                                              |
| 4        | 海坊主（二の幕）     | Umibōzu (parte 2)         | Chiaki J. Konaka | Kazuhiro Furuhashi                 | Yoshihisa Matsumoto         | Soga Atsushi                                               |
| 5        | 海坊主（大詰め）     | Umibōzu (parte 3)         | Chiaki J. Konaka | Kazuhiro Furuhashi                 | Kohei Hatano                | Hidemi Kubo Yuuji Hakamada                                 |
| 6        | のっぺらぼう（前編） | Noppera-bō (Parte 1)      | Manabu Ishikawa  | Hidehito Ueda                      | Hidehito Ueda               | Tatsuya Oka                                                |
| 7        | のっぺらぼう（後編） | Noppera-bō (Parte 2)      | Manabu Ishikawa  | Atsutoshi Umezawa Hisashi Watanabe | Yukihiko Nakao              | Natsuki Watanabe Yuji Hakamada                             |
| 8        | 鵺（前編）           | Nue (Parte 1)             | Chiaki J. Konaka | Koji Yamasaki                      | Koji Yamasaki               | Megumi Ishihara Hidemi Kubo                                |
| 9        | 鵺（後編）           | Nue (Parte 2)             | Chiaki J. Konaka | Koji Yamasaki                      | Koji Yamasaki               | Hideoki Kusama Shigeki Kuhara Hayji, Kenji Megumi Ishihara |
| 10       | 化猫（序の幕）       | Bakeneko (Parte 1)        | Ikuko Takahashi  | Iku Ishiguro                       | Kohei Hatano                | Mikine Kuwahara Yuji Hakamada                              |
| 11       | 化猫（二の幕）       | Bakeneko (Parte 2)        | Ikuko Takahashi  | Iku Ishiguro                       | Hidehito Ueda               | Tatsuya Oka                                                |
| 12       | 化猫（大詰め）       | Bakeneko (Parte 3)        | Michiko Yokote   | Iku Ishiguro                       | Kenji Nakamura              | Takashi Hashimoto                                          |

## Música
Tema de abertura - Kagen no Tsuki (下弦の月)
Letra da música Ai Kawa (和文 和文) / Compositor e arranjador - Ryōta Komatsu / Cantores - Ryōta Komatsu & Charlie Kosei
Tema de encerramento - Natsu no Hana (ナツノハナ)
Letra da música Miyuki Hashimoto / Composer- Naohisa Taniguchi / Arranger - CHOKKAKU / Singer - JUJU

## Série de mangá
Mononoke (publicado pela Young Gangan Comics, Square Enix)
Ilustrador - Yaeko Ninagawa.
Obra original - Anime「Bakeneko」por Kai 〜ayakashi〜 Production Committee.
- Primeira publicação (publicada em 25/02/2008) ISBN 978-4-7575-2211-4
- Segunda publicação (publicada em 25 de outubro de 2008) ISBN 978-4-7575-2388-3

Serializado na revista Young Gangan Comics.
Mononoke -Umibōzu-（publicado pela Zenon Comics, North Stars Pictures, vendido pela Tokuma Shoten）
Ilustrador - Yaeko Ninagawa.
Roteiro - Chiaki J. Konaka.
Obra original - Anime「Umibōzu」por 〜Mononoke〜Product Committee.
- Primeira publicação (publicado em 19 de julho de 2014) ISBN 978-4-19-980223-2
- Segunda vol.（Publicado em 9 de janeiro de 2015） ISBN 978-4-19-980250-8

Serializado na revista Zenon Comics.
Mononoke -Zashiki Warashi- （publicado pela Zenon Comics, North Stars Pictures, vendido pela Tokuma Shoten）
Ilustrador - Yaeko Ninagawa.
Obra original - Anime「Zashiki Warashi」por 〜Mononoke〜 Production Committee.
- （Publicado em 10 de dezembro de 2015）ISBN 978-4-19-980310-9

Serializado na revista Zenon Comics.
Mononoke -Nue-（publicado por Tokuma Shoten）
Ilustrador - Yaeko Ninagawa.
Obra original - Anime「Nue」por 〜Mononoke〜 Production Committee.
- （publicado em 2016）

Serialização na revista 『Zenon Comics』.

## Recepção
A direção e a arte foram chamadas de "audaciosamente confrontadoras". Ele combina uma estrutura de mistério de assassinato com "reviravolta do sobrenatural e um tremor histórico, salpicado de muita experimentação estilística". Ele frequentemente alcança "o ideal - ótima direção combinada com ótima animação". O jornal Mainichi disse que não poderia ser descartado como um mero experimento, e que os temas da história eram tão avançados quanto as técnicas de animação digital empregadas.